# Angelika Glodde

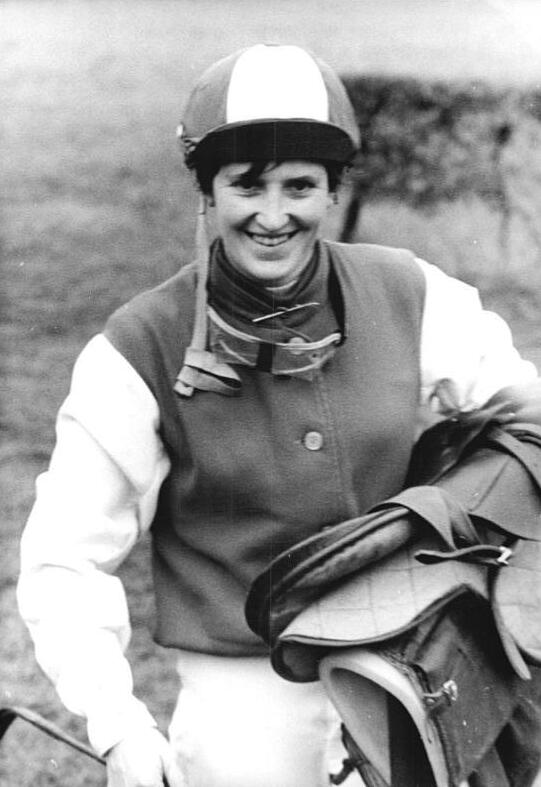
Angelika Glodde nach dem Erreichen des Championats der DDR (1982)

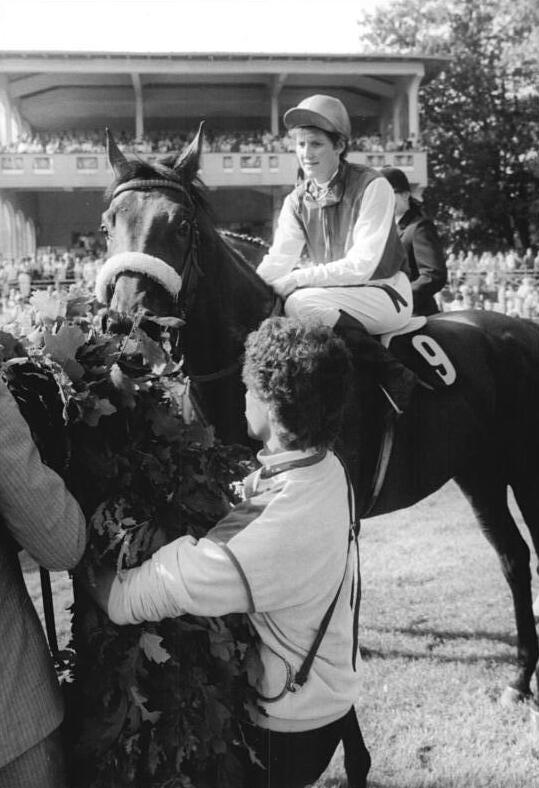
Angelika Glodde nach dem Sieg beim Großen Preis der DDR (1988)

Angelika Glodde (* 1950 in Halle (Saale)) ist eine deutsche Rennreiterin und Galopptrainerin.

## Leben und Wirken
Angelika Glodde begann 1967 auf der Galopprennbahn Halle als Jockey-Lehrling. Ihr erstes Rennen bestritt sie auf der Galopprennbahn Scheibenholz in Leipzig und wurde Zweite hinter Lutz Mäder. Sie gewann 1982 als erste Frau das Championat der DDR (Goldene Kappe), diesen Erfolg konnte sie 1987 und 1988 wiederholen. Im Juni 1983 gewann sie auf Ziervogel (Trainer Harald Franke) den Großen Preis der DDR. 1987 siegte sie mit Turmalin (Trainer Joachim Müller) beim Großen Preis von Prag. Im Juni 1988 gewann sie auf Sonnenblick (Trainer Joachim Müller) das Derby der DDR und danach im August ebenfalls auf Sonnenblick erneut den Großen Preis der DDR.
1988 belegte sie bei der Wahl zur „Sportlerin des Jahres“ den 8. Platz.
In ihrer Karriere als Jockey, die sie 1993 beendete, errang sie etwa 770 Siege. Damit war sie in den europäischen Ländern die erfolgreichste Frau, das galt auch noch im Jahr 2019.
Seit 1995 ist sie Galopptrainerin in Halle, wo sie als Besitzertrainerin unter der Firma „Angelika Glodde und Partner GbR“ einen Rennstall betreibt. Der bekannte tschechische Jockey Filip Minarik startete für sie. Im Jahr 2019 betreute sie 45 Pferde und hatte bis dahin 396 Siege als Trainerin. Eines ihrer Spitzenpferde war der Hengst Signum, der nach einer Gefäßkrankheit nicht mehr trainiert werden konnte und inzwischen als Landbeschäler eingesetzt ist.